# Viuen
Viuen (Alive en l'original anglès) és un llibre escrit per Piers Paul Read basat en fets reals.
L'octubre de 1972, un equip de rugbi uruguaià anomenat Old Christians Club va patir un accident aeri a bord d'un avió de la força uruguaiana de l'aire que els transportava a Xile per participar en un partit. L'avió es va estavellar al mig dels Andes sense poder comunicar-se amb l'exterior. Els supervivents van haver de recórrer a la antropofàgia per subsistir les deu setmanes que van estat perduts a les muntanyes.
Els supervivents van ser José Pedro Algorta, Roberto Canessa, Alfredo Delgado, Daniel Fernández, Roberto François, Roy Harley, José Luis Inciarte, Javier Methol, Álvaro Mangino, Carlos Páez Rodríguez, Fernando Parrado, Ramón Sabella, Adolfo Strauch, Eduardo Strauch, Antonio Vizintín i Gustavo Zerbino. Són ells els que escriuen el pròleg del llibre.

## Resum
L'any 1972 un vol va partir de Montevideo, Uruguai, amb destinació a Santiago, Xile. Hi viatjaven quaranta-cinc passatgers, d'un equip uruguaià de rugbi, l'Old Christians Club, els membres del qual eren estudiants de Col·legi Stella Maris de Montevideo, i els seus amics, familiars i la tripulació del vol. Tots ells es van veure embolicats en un accident aeri a l'estavellar-se l'avió en els Andes el 13 d'octubre de 1972. Dels vint-i-nou que estaven vius al cap de pocs dies de l'accident, altres vuit van ser morts per una allau que va escombrar el seu refugi en les restes de l'avió.
Els supervivents tenien poc menjar i cap font de calor, amb una gran duresa del clima, a més de 3.600 metres d'altitud. Van poder escoltar a les notícies de la ràdio que la recerca d'ells havia estat abandonada. Els equips de rescat no van donar compte dels supervivents fins a 72 dies després de l'accident, quan els passatgers Fernando Parrado i Roberto Canessa, després d'un viatge de 10 dies a través dels Andes, es trobaren un xilè, Sergio Catalán, que va alertar les autoritats sobre l'existència dels altres supervivents. El fet també és conegut com "el miracle dels Andes". Els supervivents van haver de recórrer a la antropofàgia per subsistir les deu setmanes a les muntanyes.

## Ventes
El llibre és supervendes, compta amb fotografies en blanc i negre.

## Pel·lícules
A partir del llibre, el 1993 Frank Wilton Marshall va dirigir una pel·lícula amb el mateix títol.

## Galeria

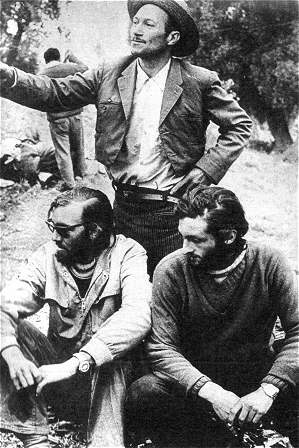
Fernando Parrado, Roberto Canessa i Sergio Catalán l'any 1972.
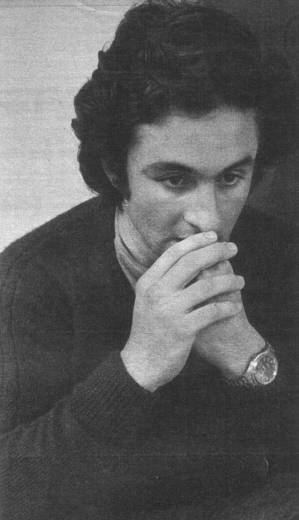
Roberto Canessa l'any 1974.
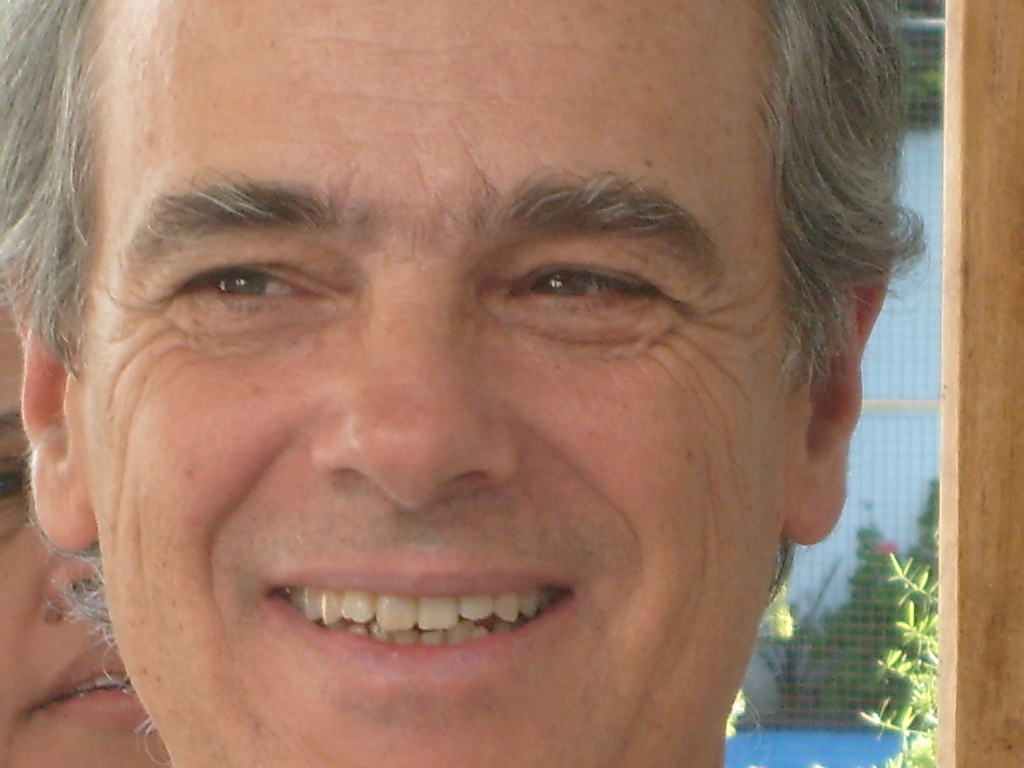
Pedro Algorta l'any 2008.
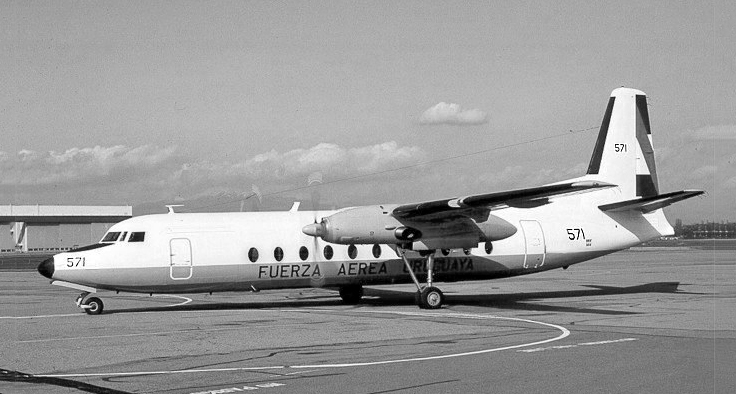
Un Fokker F27 de la Fuerza Aérea Uruguaya l'any 1972.
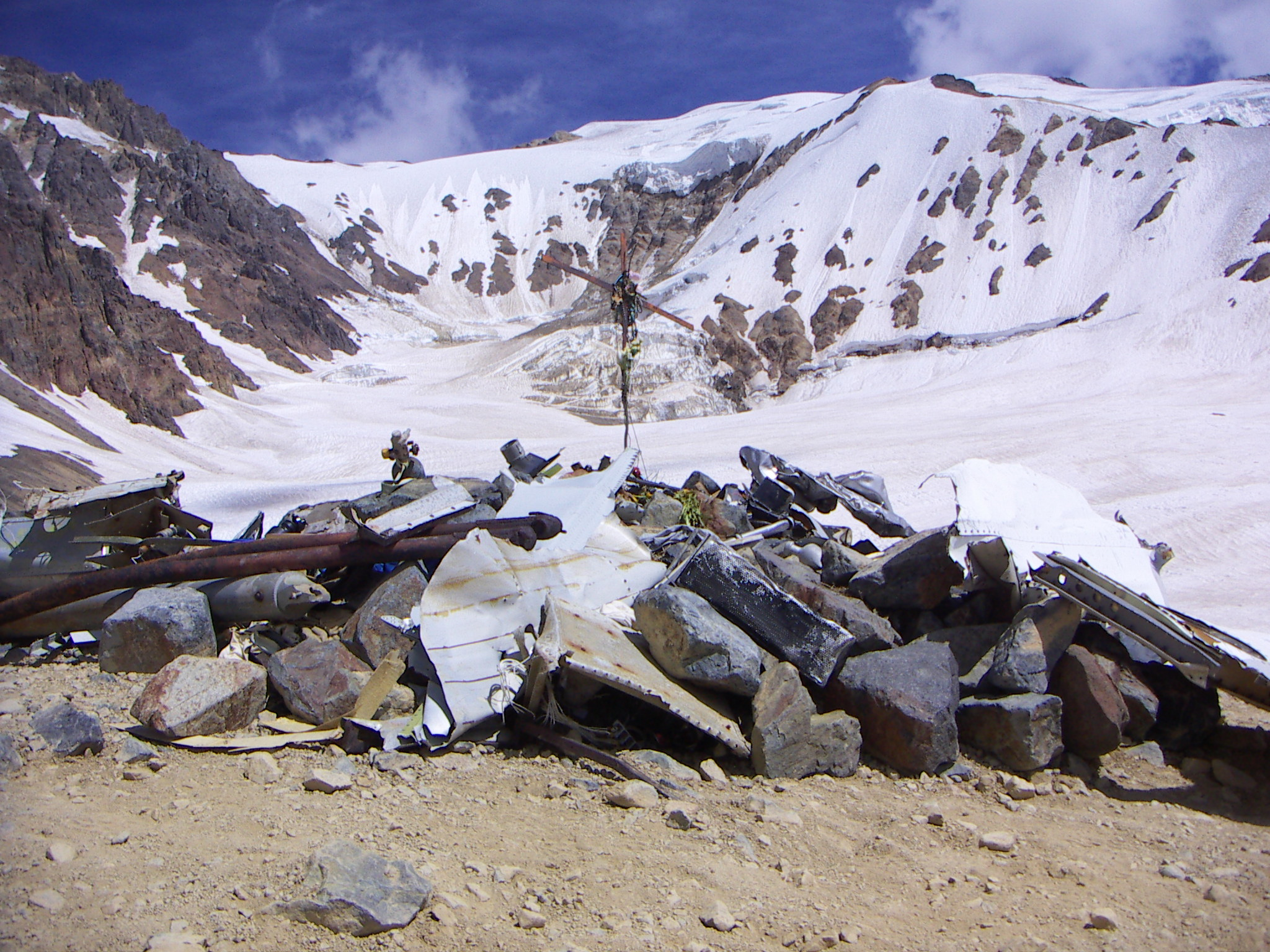
Lloc de l'accident l'any 2008.
Mapa amb el recorregut de Parrado i Canesa.
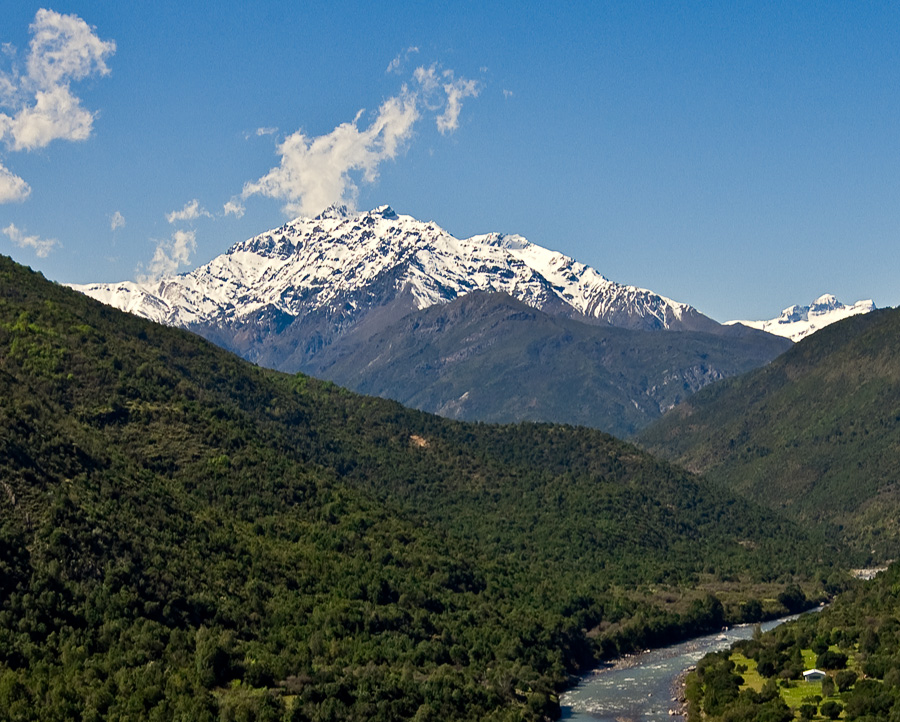
El volcà Tinguiririca vist des de la vall del riu Tinguiririca